# Whitechapel

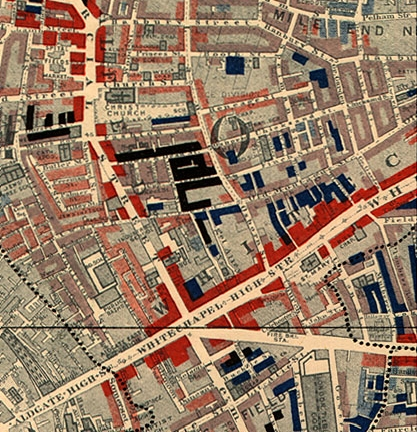
Mapa dzielnicy Whitechapel z 1889

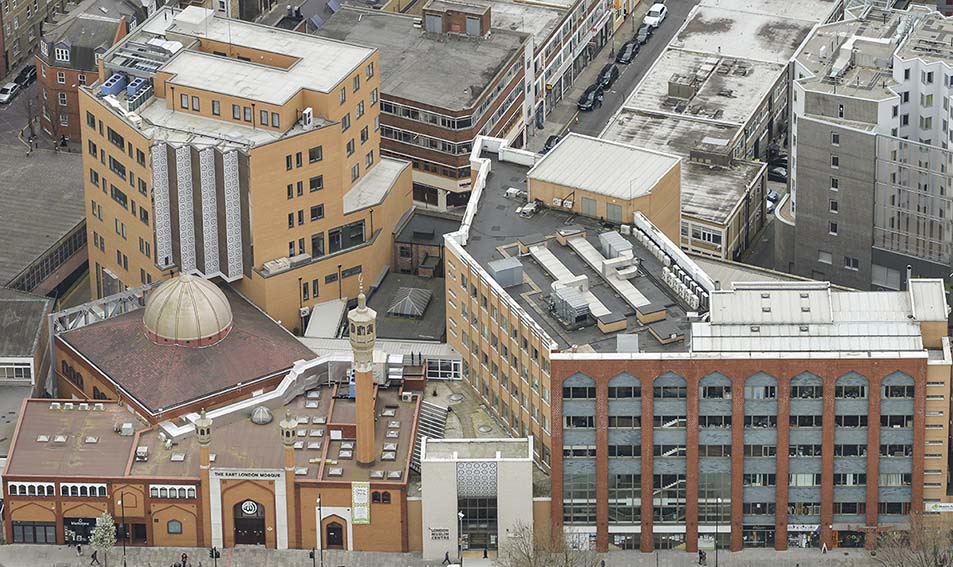
East London Mosque

Whitechapel – dzielnica w Londynie (Wielka Brytania), na terenie gminy Tower Hamlets, zaliczana do East Endu, położona bezpośrednio na wschód od londyńskiego City, ok. 5,5 km na wschód od Charing Cross.
Przybliżone granice dzielnicy wyznaczają ulice: Bishopsgate na zachodzie, Hanbury Street na północy, Brady Street oraz Cavell Street na wschodzie i Commercial Road na południu.

## Historia
Nazwa Whitechapel („biała kaplica”) pochodzi od kaplicy o bielonych ścianach wzniesionej tutaj w XIII wieku. Jej miejsce zajął później kościół parafialny, wyburzony w 1952 roku, w związku ze zniszczeniami wyrządzonymi przez niemiecki nalot bombowy podczas II wojny światowej, a następnie uderzenie pioruna. Znajdowała się ona w miejscu obecnego parku im. Altaba Alego.
Główny ciąg ulic prowadzący przez Whitechapel – Whitechapel High Street, Whitechapel Road, Mile End Road – stanowił dawniej główny trakt łączący Londyn (bramę Aldgate) z Colchesterem. Współczesny przebieg tej drogi ukształtował się nie później niż w średniowieczu, a być może już w I wieku (drogę łączącą oba miasta zbudowali Rzymianie, jednak nie jest znany jej dokładny przebieg).
W XVI wieku w tej części miasta skupiały się małe zakłady produkcyjne, głównie garbarnie, browary i odlewnie, z których najbardziej znana była Whitechapel Bell Foundry, w której odlano Dzwon Wolności i londyńskiego Big Bena.
W 1680 roku powstała tu pierwsza szkoła ufundowana przez Ralpha Davenanta, działająca pod patronatem parafii St Mary Matfelon. Szkoła istniała do roku 1966, kiedy to przeniosła się do Loughton. Od XVII do XVIII wieku dzielnicę zamieszkiwała biedniejsza ludność Londynu oraz element przestępczy. W Whitechapel koncentrowały się liczne domy publiczne, szynki i meliny. Przeludnienie, ubóstwo i nędza panujące w dzielnicy pozwalały zaliczać ją do najniebezpieczniejszych części Londynu.

## Kultura
Na ulicy Whitechapel znajdowały się dwa XIX-wieczne teatry Effingham (1834-1897) i The Pavilion (1828-1935) Ten ostatni był opisywany przez Charlesa Dickensa (syna pisarza o tym samym imieniu) w książce z 1879 Londyński Słownik Dickensa (Dickens's Dictionary of London). Na początku XX wieku znajdował się tu Yiddish Theatre.
Whitechapel było miejscem wydarzeń związanych z działalnością Kuby Rozpruwacza. Atmosferę XIX-wiecznej dzielnicy ukazano w  filmie Kuba Rozpruwacz z 1988 roku, z Michaelem Caine’em w roli detektywa.